# Устинова, Варвара Михайловна
Варвара Михайловна Устинова (род. 23 июля 1959 года, Канку, Алданский район, Якутская АССР, РСФСР, СССР) — лесничий, руководитель государственного казённого предприятия Республики Якутия «Хангаласское лесничество», Покровск. Герой Труда Российской Федерации (2017).

## Биография
Окончила Лисинское учебное лесничество в посёлке Лисино-Корпус Ленинградской области. С 1979 года трудилась участковым техником в Среднеколымском лесничестве Колымского лесхоза. После окончания в 1984 году лесохозяйственного факультета Сибирского технологического института была назначена главным лесничим Таттинского лесхоза.
С 2003 года руководит предприятием «Хангаласское лесничество», которое обслуживает лес площадью 2817,9 тысяч гектаров. На территории этого леса находится природный памятник Ленские столбы. Благодаря её деятельности процент лесных пожаров в руководимом ею лесничестве в пять раз меньше по сравнению с другими подобными предприятиями Якутии.
С 2011 года входит в состав Правления общественной организации «Общество лесоводов Республики Саха (Якутия)».
Указом Президента Российской Федерации № 182 от 25 апреля 2017 года ей было присвоено звание Героя Труда Российской Федерации за особые трудовые заслуги перед государством и народом.

## Награды
- Герой Труда Российской Федерации (25 апреля 2017 года) — за особые трудовые заслуги перед государством и народом[7]
- Заслуженный лесовод Российской Федерации (4 апреля 2015 года) — за заслуги в области лесного хозяйства и многолетний добросовестный труд[8]